# 岩佐家住宅
岩佐家住宅（いわさけじゅうたく）は、兵庫県明石市鳥羽にある明治時代（1904年築）の農家住宅。2007年7月31日に主屋と土蔵が登録有形文化財に登録された。

## 建物
主屋（1棟）
木造2階建で屋根は入母屋造、桟瓦葺とし、破風は凸曲線を描く「むくり破風」とする。外壁は黒漆喰塗。建築面積121㎡。
南を正面にして、南・西・北面に下屋を設ける。間取りは東に土間、西に口の間・座敷8畳・居間8畳・仏間3畳などがある。
土蔵（1棟）
木造2階建で屋根は切妻造、本瓦葺。外壁は白漆喰塗とする。建築面積15㎡。
主屋の東に建つ南北棟、2間四方の土蔵で、西面に戸口があり片引きの土戸・板戸・格子戸を建て込んでいる。主屋との間にある納戸が蔵前になっている。小屋組は地棟に登梁を架けている。